# Polygonia lutescens
Polygonia lutescens är en fjärilsart som beskrevs av Harcourt-bath 1896. Polygonia lutescens ingår i släktet Polygonia och familjen praktfjärilar. Inga underarter finns listade i Catalogue of Life.